# تپه ۳۵۶
تپه ۳۵۶ در شهرستان زابل، بخش شیب آب، دهستان لوتک، روستای حومه شهر سوخته، ۱/۵ کیلومتری جنوب پایگاه باستان‌شناسی شهر سوخته واقع شده و این اثر در تاریخ ۲۸ شهریور ۱۳۸۶ با شمارهٔ ثبت ۱۹۶۵۹ به‌عنوان یکی از آثار ملی ایران به ثبت رسیده است.